# Dihidrostreptomicina
La dihidrostreptomicina és un derivat de l'estreptomicina que té propietats bactericides. És un antibiòtic aminoglucòsid semisintètic utilitzat en el tractament de la tuberculosi.
Actua unint irreversiblement la proteïna S12 a la subunitat ribosòmica bacteriana 30S, després de ser transportat activament a través de la membrana cel·lular, la qual cosa interfereix amb el complex d'iniciació entre l'ARNm i el ribosoma bacterià. Això condueix a la síntesi de proteïnes defectuoses i no funcionals, que provoca la mort de la cèl·lula bacteriana.
Provoca ototoxicitat, motiu pel qual ja no s'utilitza en humans.